# Kameana Krînîțea, Uleanovka
Kameana Krînîțea (în ucraineană Кам'яна Криниця) este o comună în raionul Uleanovka, regiunea Kirovohrad, Ucraina, formată numai din satul de reședință.

## Demografie
Componența lingvistică a comunei Kameana Krînîțea
     Ucraineană (98,16%)
     Rusă (1,03%)
     Alte limbi (0,66%)
Conform recensământului din 2001, majoritatea populației comunei Kameana Krînîțea era vorbitoare de ucraineană (98,16%), existând în minoritate și vorbitori de rusă (1,03%).